# Пусанський університет іноземних мов
Пусанський університет іноземних мов (кор.  부산 외국어 대학교, {{{2}}}, англ. Busan University of Foreign Studies, скорочено: BUFS) — приватний університет в Республіці Корея.

## Місцезнаходження
Головний корпус університету розташований в районі Кимджон-гу в Пусані.
1. ↑  https://web.archive.org/web/20240222154714/http://english.kcue.or.kr/member/member_01_01.php
2. ↑  https://www.kesli.or.kr/web/libStatus.do